# Thenthiruperai
Thenthiruperai è una suddivisione dell'India, classificata come town panchayat, di 5.092 abitanti, situata nel distretto di Thoothukudi, nello stato federato del Tamil Nadu. In base al numero di abitanti la città rientra nella classe V (da 5.000 a 9.999 persone).

## Geografia fisica
La città è situata a 08° 36' 38 N e 78° 00' 05 E.

## Società

### Evoluzione demografica
Al censimento del 2001 la popolazione di Thenthiruperai assommava a 5.092 persone, delle quali 2.416 maschi e 2.676 femmine. I bambini di età inferiore o uguale ai sei anni assommavano a 553, dei quali 274 maschi e 279 femmine. Infine, coloro che erano in grado di saper almeno leggere e scrivere erano 3.960, dei quali 1.985 maschi e 1.975 femmine.